# راهبه (فیلم ۱۹۶۶)
راهبه (فرانسوی: La Religieuse‎) فیلمی در ژانر درام به کارگردانی ژاک ریوت است که در سال ۱۹۶۶ منتشر شد.

## بازیگران
- آنا کارینا
- لیزلوته پولفر
- میشلین پرل
- Francine Bergé
- فرانسیسکو رابال
- Christiane Lénier
- Françoise Godde
- ژان مارتن
- Annick Morice
- Charles Millot
- Gilette Barbier
- Marc Eyraud
- یوری برتین